# 言式
言式（げんしき）は梅津瑞樹と橋本祥平による日本の演劇ユニット。2023年7月に結成を発表、
同年10月に博品館劇場にて旗揚げ公演『解なし』が上演された。

## 概要
所属していた虚構の劇団が2022年に解散した後、梅津瑞樹が表現の母体として何か作りたいと考えていたところ、日本テレビのバラエティ番組『ろくにんよれば町内会』（2022年4月 - 2023年3月）で共演していた橋本祥平の番組内でのエチュードを見るうちに、俳優としての橋本に惚れ込み声をかけ結成に至る。橋本の「瞬発力」を評価しており、演出家の提案に対し、瞬時に理想のものが返ってくると語る。
橋本も、役者人生10年を迎えてこの先どのように歩んでいくか考えていたタイミングで声をかけられ、好きなことができる場所があるという心強さに惹かれ応諾。梅津の脚本家としての話の膨らませ方や言葉選びを絶賛している。また共演者として、芝居のキャッチボールを楽しんでいる。
脚本の原案は雑談やプレゼンを通じて2人で話し合いながら作っている。稽古後も芝居について語り合う時間を大切にしており、この共同作業を「とても楽しくて有意義」だと感じている。

### ユニット名について
ユニット名の言式とは「試み」の分解であり常にやりたいことを試みる、という意味が込められている。
ユニットを結成するにあたり、方向性について話し合う中で「試せる場所があることが大事」ということで「試」の文字を分解して言式はどうかと橋本が提案。梅津も「言葉の式を組み立てるというのもこれまで“言葉”というものをすごく大事にしてきたので、しっくりきた」と語る。

## 公演

### 旗揚げ公演『解なし』（2023年）
- 2023年10月25日から29日にかけて銀座博品館劇場にて上演[4]。
- 梅津瑞樹が脚本・演出・出演の三役を務める。オムニバス形式の二人芝居[1][2]。
- チケットは全公演完売[11]。連日多くの観客が訪れ、当日券を求める人も出るほどの盛況ぶりで[11]、当初は全7公演の予定だったが、追加公演が決まり全8公演となる[15][16]。
- 千穐楽公演はシアターコンプレックスでライブ配信された[1][3]。
- 梅津は、観客が旗揚げ公演に価値を見出してくれたことに喜びを感じ「演劇でできることの面白さ」を今後も追求していけるという手応えを得た。橋本は、満席の客席を「演劇人として最高のご褒美」だと感じ「ユニットを組んでよかった」と語った。そして、本公演において二人とも観客との意思の疎通ができていたという実感があった[17]。SNSでも好意的な感想が多数寄せられており、成功を収めた[11]。

キャスト
- 梅津瑞樹・橋本祥平

スタッフ

- 脚本・演出：梅津瑞樹
- スーパーバイザー：川本成
- 音楽：TAKA
- 照明：大波多秀起
- 音響：中島聡
- 衣裳：伊藤祥子、黒田桃加
- ヘアメイク：瀬戸口清香
- 演出助手：きまたまき
- 舞台協力：田中翼
- 舞台監督：中西隆雄
- 宣伝美術 : KG（POC Inc.）
- 宣伝写真 : 坂田貴広
- 宣伝メイク：瀬戸口清香
- 宣伝衣裳：柴田拡美
- 稽古場アンダー：若林佑太
- 制作：S-SIZE
- 主催：言式『解なし』製作委員会

その他
- 『Sparkle』vol.54 発売記念 梅津瑞樹×橋本祥平パネル展（2023年10月5日 - 19日、SHIBUYA TSUTAYA 他）

### 或るいは、ほら（2024年）
第2弾『或るいは、ほら』が2024年12月19日から29日までIʼM A SHOWで上演。千穐楽公演はシアターコンプレックスでライブ配信された。
タイトルの『或いは、ほら』については、観劇後に友人同士で話し合えるよう解釈の幅を持たせる意図でつけられた。前作『解なし』で取りこぼした要素を思い出しつつ、新たに二人で面白いと思ったものを構築。前作と同様にオムニバス形式であるが、これは「奇妙で小難しい」と思われがちな作品のイメージを払拭するための「撒き餌」としての目論見がある。オムニバス形式であることの意味をより強く追求し、前作よりも一つ一つの話のつながりを分かりやすくしている。また、上演される時期ならではの「高揚感や焦燥感」にシンクロする作品を目指して冬や年末の雰囲気を盛り込んでいる。各ストーリーが大晦日に向かう人々の話としてクロスオーバーする内容にし、「今年もいい終わり方ができるな」と観客に感じてほしいと話している。
キャスト
- 梅津瑞樹・橋本祥平

スタッフ

- 脚本・演出：梅津瑞樹
- 音楽：TAKA
- 照明：大波多秀起
- 音響：中島聡
- 衣裳・宣伝衣装：伊藤祥子
- ヘアメイク・宣伝メイク：瀬戸口清香
- 演出助手：𠮷中詩織
- 舞台協力：田中翼
- 舞台監督：中原和彦
- 宣伝美術：KG（POC Inc.）
- 宣伝写真：坂田貴広
- 宣伝特殊造形：林屋陽二

### んもれ（2025年）
第3弾『んもれ』が2025年10月9日・10日に中日ホール、10月16日から26日まで品川プリンスホテル クラブ eXで上演。言式での初の地方公演に加えて「東京舞台芸術祭2025」に参加する。千穐楽日の2公演がシアターコンプレックスで配信予定。
キャスト
- 梅津瑞樹・橋本祥平

スタッフ

- 脚本・演出：梅津瑞樹
- 美術：松生紘子
- 音楽：TAKA
- 照明：大波多秀起
- 音響：中島聡
- 衣裳：伊藤祥子
- ヘアメイク：瀬戸口清香
- 演出助手：𠮷中詩織
- 舞台協力：田中翼
- 舞台監督：小山元伸
- 宣伝美術：KG（POC Inc.）
- 制作：S-SIZE
- 主催：言式製作委員会（S-SIZE、bamboo）